# VK Zenit-Kazan
VK Zenit-Kazan (Russisch: волейбольный клуб Зенит-Казань) is een volleybalteam in Kazan uit Rusland. Tot 2008 speelde de club onder de naam Dinamo Tattransgaz Kazan. Zenit-Kazan is een van de topclubs in Rusland en Europa en kwam haar laatste jaren uit in de Russische Super League. Daarnaast trad zij ook vaak op in de CEV Volleybal Champions League.

## Prijzen
- Russische Volleybal Super League (12x)
  - Winnaar : 2007, 2009, 2010, 2011, 2012, 2014, 2015, 2016, 2017, 2018, 2023, 2024
  - Tweede: 2019, 2020
  - Derde: 2004, 2005, 2008, 2013, 2022
- Russische Beker (11x)
  - Winnaar : 2004, 2007, 2009, 2014, 2015, 2016, 2017, 2018, 2019, 2021, 2022
- Russische Volleybal Supercup (9x)
  - Winnaar : 2010, 2011, 2012, 2015, 2016, 2017, 2018, 2020, 2023

- CEV Champions League Men (6x)
  - Winnaar : 2008, 2012, 2015, 2016, 2017, 2018
  - Tweede: 2011, 2019
  - Derde: 2013
- FIVB Club World Championship Men (1x)
  - Winnaar : 2017
  - Tweede: 2015, 2016
  - Derde: 2009, 2011, 2019